# Kozma András (zenész)
Kozma András (Budapest, 1952. december 15. –) gitáros, basszusgitáros, énekes, szitárművész, filozófus.

## Életpályája
Először a Lórántffy Zsuzsanna utcai zenei általános iskolában hegedülni tanult, majd klasszikus gitár leckéket vett Morvai Évától. Alapító tagja volt az Apostol együttesnek, ahol 1970-től 1973-ig gitáron, majd 1974-1975-ben basszusgitáron játszott.
1974-ben szintén alapító tagként szerepelt a Korál együttesben, Balázs Fecó, Makrai Pál és Brunner Győző társaságában. Kozma és Makrai 1975-ben kiváltak a zenekarból és az együttes teljesen átalakult.
Kozma András ekkor végleg felhagyott a gitárral és kizárólag az indiai klasszikus zene tanulmányozásának szentelte magát, amelyet már néhány évvel korábban autodidaktaként elkezdett. Magyarországon ő volt az első, aki indiai klasszikus zenével foglalkozott.
Első mesterei Ram Chandra Mistry, Malhar Kulkarni és Prof. (Pandit, Padmabushan) Debu Chaudhury voltak. 1980-ban fogadta tanítványául a világhírű szitárművész Pandit Ravi Shankar, akitől több mint 26 éven keresztül tanult intenzíven indiai klasszikus zenét. Kozma András több mint egy évtizedet töltött Indiában, és jelen pillanatban is Ravi Shankar egyetlen európai tanítványa, több amerikai mellett. 1976-ban megalapította a Calcutta Triót, amely később több mint 3000 koncertet adott világszerte. A Trió első tagjai Kozma András, Surya Kumár és Nyerges Ferenc voltak. A Trióhoz 1977-ben csatlakozott két évre Hortobágyi László, aki Surya Kumárt váltotta.
A Trió tagjai 1980 óta: Kozma András – szitár, Szalai Péter – tablá és Molnár András – tanpurá.
Gaurav Mazumdar és Subhendra Rao (mindketten Ravi Shankar tanítványai) mellett Kozma volt az, aki mesterének lányát, Anoushka Shankart kezdetben szitározni tanította és második felesége Pozsár Eszter tanította Anoushkát európai zenére is. Kozma András hűen követi mestere, Seniya-Beenkar-Maihar iskolájának stílusát és közismert arról, hogy nem vesz részt kísérleti zenei produkciókban, kizárólag klasszikus indiai zenét játszik szitáron és ritkán Szurbáháron is.
1988-tól a kilencvenes évek közepéig dolgozott a Magyar Rádióban mint zenei szerkesztő, ahol elsősorban az európán kívüli zenei formák első megjelenései köthetők nevéhez, és Országok-tájak zenéje című heti sorozata több mint 15 éven át szerepelt a rádió műsorán. Az Indiai klasszikus zene című 26 részes rádiós sorozata több nívódíjat is kapott. Számos indiai zenei szervezet tagja, és elnöke a RIMPA (Ravi Shankar Institute for Music and Performing Arts) európai intézetének, amely több tucat indiai művész előadásait szervezte meg Magyarországon és a környező országokban.
Cikkeket és számos újságcikket publikált az indiai zene tárgykörében, elsősorban Indiában, angol és hindi nyelveken.

## A filozófus
Kozma András kisgyermek kora óta foglalkozik intenzíven India bölcseleti rendszereivel is. Már tizenéves korában tanult szanszkritot és hindit, majd elsősorban Popper Péter tanítványaként és barátjaként ismerkedett az indiai filozófiával és jógával. Indiában töltött évei során felkeresett számos olyan jóga- és védánta-mestert, akik vezetésével mély ismeretekre tett szert a tárgykörben. Mesterei Achoriham Pragnyá és Nigalachava Suvadéva voltak. Számos indiai egyetemen adott elő védánta filozófiát és egyedi összehasonlító vallástörténeti munkásságát három díszdoktori címmel is jutalmazták Indiában.
Alapításától tanított Budapesten a Logosz egyetemen védánta filozófiát. Ma is rendszeresen tart előadásokat elsősorban Indiában, Hollandiában és az USA-ban az advaita védánta filozófia tárgykörében.